# Língua cúmbrica
A língua cúmbrica foi uma variedade da língua britônica falada durante a Alta Idade Médica, no Hen Ogledd ou "Old North", região que compreende o norte da Inglaterra e o sul da planície escocesa. Era intimamente relacionada com o galês antigo e com outras línguas britônicas. A toponímia da região sugere que a língua pode ter se estendido a até o centro-norte da Inglaterra, levada por migrantes provenientes das regiões mais ao norte, onde a vitalidade linguísticas era maior. É possível que tenha havido falantes do idioma em regiões tão distantes do seu núcleo central como sul de Pendle e Yorkshire Dales. A maioria dos linguistas acredita que o idioma se extinguiu ainda no século XII, após a incorporação do Reino semi-independente de Strathclyde ao reino da Escócia.

## Terminologia
Dauvit Broun expõe os problemas com os vários termos usados para descrever a língua cúmbrica e seus falantes. As pessoas parecem ter sido chamadas  Cumbri  da mesma forma que os galeses se chamam Cymry (provavelmente do britônico kom-brogī  significando "compatriotas"). Os galeses e as pessoas de língua cúmbrica do que hoje são o sul da Escócia e o norte da Inglaterra provavelmente percebiam, que eram na verdade um grupo étnico. Os antigos falantes de irlandês chamavam-nos "britânicos" (britons), "Bretnach" ou "Bretain". Os nórdicos chamavam-nos de Brettar.No latim medieval, o termo inglês para Galeses e o termo  Cumbri foram latinizados respectivamente como Wallenses "do País de Gales" e "Cumbrenses' de Cúmbria. O usual do inglês era chamá-los de galeses. Em escocês, um falante cúmbrico parece ter sido chamado de "Wallace", do escocês "Wallis / Wellis" e "Welsh".
In Cumbria itaque: regione quadam inter Angliam et Scotiam sita – "Cumbria: a region situated between England and Scotland".

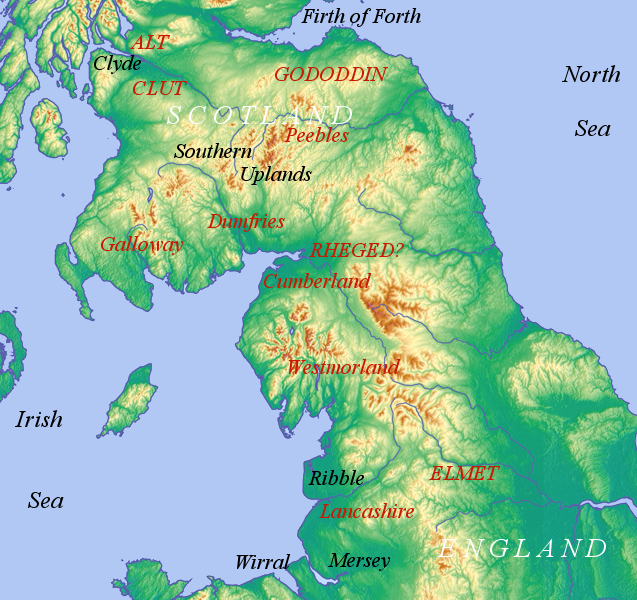
Região cúmbrica: condados e regiões modernas com indicação dos reinos medievais primitivos

O termo latino Cãmbria é freqüentemente usado no País de Gales; no entanto, a Life of St Kentiger deJocelyn of Furness tem a seguinte passagem:
Quando o rei Rederech "(Rhydderch Hael)" e seu povo ouviram que Kentigern havia chegado de Wallia [Wales] em Cambria [isto é, Cúmbria], do exílio em seu próprio país, com grande alegria e paz, tanto o rei como o povo saíram ao seu encontro..
John T. Koch define especificamente a região cúmbria como "a área aproximadamente entre a linha do rio Mersey e o Istmo do Forth-Clyde", mas continua a incluir evidências da Península de Wirral. Em sua discussão e não define sua extensão a leste. Kenneth H. Jackson descreve o cúmbrico como "o dialeto britânico de Cumberland, Westmorland, norte Lancashire, e sudoeste da Escócia ..." e continua a definir a região ainda mais como sendo limitada no norte pelo Firth of Clyde, no sul pelo rio Ribble e no leste por Southern Uplands escoceses e o Pennine Ridge.

## Evidências
A evidência do cúmbrico vem quase inteiramente através de fontes secundárias, uma vez que não são conhecidos registros escritos contemporâneos da língua. A maioria das evidências vem dos nomes de lugares do extremo noroeste da Inglaterra e do sul da Escócia. Outras fontes incluem os nomes pessoais dos britânicos de Strathclyde em fontes escocesas, irlandesas e anglo-saxônicas, e algumas palavras cúmbricas sobreviventes da Alta Idade Média no sudoeste da Escócia como, por exemplo, termos legais. Embora a linguagem esteja extinta há muito tempo, traços de seu vocabulário persistiram na era moderna na forma de "contagens" e em algumas palavras dialetais.
A partir dessa escassa evidência, pouco pode ser deduzido sobre as características singulares do cúmbrico, nem mesmo o nome pelo qual seus falantes se referiam a ela. O que é geralmente aceito pelos linguistas é que o cúmbrico era uma língua britônica ocidental intimamente relacionada com o galês e, mais distante, para língua córnica e língua bretã.
Por volta da época da batalha descrita no poema "Y Gododdin", o britônico comum estava em transição para suas línguas derivadas: cúmbrico na Britônia Setentrional, galês antigo em Gales, e britônico do sudoeste, o ancestral do Córnico e do  Bretão. Kenneth H. Jackson conclui que a maioria das mudanças que transformaram o britânico em galês primitivo ocorreram no período que vai do meio século V até o fim do século VI. Isso envolveu síncope e  perda de sílabas finais. Se o poema datasse dessa época, teria sido escrito em uma forma antiga de Cúmbtico o nome usual para o discurso bretônico de Hen Ogledd. Jackson sugeriu o nome "cúmbrico primitivo" para o dialeto então falado.

### Numeração
| *  | Keswick | Westmorland | Eskdale | Millom | High Furness | Wasdale | Teesdale | Swaledale | Wensleydale | Ayrshire | galês moderno |
| -- | ------- | ----------- | ------- | ------ | ------------ | ------- | -------- | --------- | ----------- | -------- | ------------- |
| 1  | yan     | yan         | yaena   | aina   | yan          | yan     | yan      | yahn      | yan         | yinty    | un            |
| 2  | tyan    | tyan        | taena   | peina  | taen         | taen    | tean     | tayhn     | tean        | tinty    | dau           |
| 3  | tethera | tetherie    | teddera | para   | tedderte     | tudder  | tetherma | tether    | tither      | tetheri  | tri           |
| 4  | methera | peddera     | meddera | pedera | medderte     | anudder | metherma | mether    | mither      | metheri  | pedwar        |
| 5  | pimp    | gip         | pimp    | pimp   | pimp         | nimph   | pip      | mimp(h)   | pip         | bamf     | pump          |
| 6  | sethera | teezie      | hofa    | ithy   | haata        | –       | lezar    | hith-her  | teaser      | leetera  | chwech        |
| 7  | lethera | mithy       | lofa    | mithy  | slaata       | –       | azar     | lith-her  | leaser      | seetera  | saith         |
| 8  | hovera  | katra       | seckera | owera  | lowera       | –       | catrah   | anver     | catra       | over     | wyth          |
| 9  | dovera  | hornie      | leckera | lowera | dowa         | –       | horna    | danver    | horna       | dover    | naw           |
| 10 | dick    | dick        | dec     | dig    | dick         | –       | dick     | dic       | dick        | dik      | deg           |
| 15 | bumfit  | bumfit      | bumfit  | bumfit | mimph        | –       | bumfit   | mimphit   | bumper      | –        | pymtheg       |
| 20 | giggot  | –           | –       | –      | –            | –       | –        | –         | Jiggit      | –        | ugain         |

Entre as evidências de que o cúmbrico serviu como substrato que influenciou os dialetos ingleses locais, há um grupo de sistemas, ou escores de números, registrados em várias partes do norte da Inglaterra. Cerca de 100 desses sistemas foram coletados desde o século XVIII; o consenso acadêmico é que estes derivam de uma língua britânica intimamente relacionada com o galês. Embora sejam muitas vezes referidos como "numerais de contagem de carneiros", a maioria das pontuações registradas não foram usadas para contar tais animais, mas em pontos de tricô ou para jogos infantis]] ou rimas de berçários. Essas classificações são muitas vezes sugeridas como representando uma sobrevivência do cúmbrico medieval, teoria essa inicialmente popularizada no século XIX. No entanto, estudiosos posteriores vieram a rejeitar essa ideia, sugerindo que as pontuações foram importadas posterimente Gale] ou Escócia, mas à luz da escassez de evidência para qualquer uma dessas teorias, Markku Filppula, Juhani Klemola e Heli Paulasto observam que é plausível que os sistemas de contagem sejam de fato de origem cúmbrica.

## Data da extinção
É impossível saber-se uma data exata da extinção do cúmbrico. No entanto, existem alguns indicadores que podem fornecer uma estimativa razoavelmente precisa. Em meados do século XI, alguns proprietários de terras ainda tinham o que parecem ser nomes cúmbricos. Exemplos de tais proprietários de terras são Dunegal (Dyfnwal), senhor de Strathnith ou Nithsdale; Moryn (Morien), lorde de Cardew e Cumdivock próximo a Carlisle; e Eilifr (Eliffer), lorde de Penrith.
Há uma aldeia perto de Carlisle chamada Cumwhitton (antes Cumquinton, o que parece parece conter o nome normando Quinton. Não havia normandos nesta área no mínimo até 1069.
Na Batalha de Standard, em 1138, os cumbrianos são citados como um grupo étnico separado. Dado que sua cultura material era muito semelhante aos seus vizinhos gaélicos e anglo-saxões, é discutível que o que os diferenciava era a sua língua.. Também o castelo em Castle Carrock (Castell Caerog) que data de cerca de 1160-1170. P nome Barmulloch, anteriormente Badermonoc (cúmbrico "habitação do monge")), foi dado à igreja por Malcolm IV da Escócia entre 1153 e 1165.
Um ponto mais controverso é o sobrenome Wallace, o qual significa "galês". É possível que todos os Wallaces na área de Clyde fossem imigrantes medievais do País de Gales, mas dado que o termo também foi usado para os cúmbricos locais falando galês Strathclyde, parece também mais provável que o sobrenome se refira a pessoas que eram vistas como "Galesas" devido à sua língua cúmbrica. Sobrenomes na Escócia não foram herdados antes de 1200 e não regularmente até 1400. William Wallace (conhecido em gaélico como Uilleam Breatnach - também William, o britânico ou galês) veio da área de Renfrew - em si um nome de cúmbrico. Wallace matou o xerife de Lanark (também um nome de cúmbrico) em 1297. Mesmo se ele tivesse herdado o sobrenome de seu pai, é possível que a família tenha falado cúmbrico para ser assim nomeado.
Há também alguns indicadores históricos para uma identidade étnica separada e contínua. Antes de ser coroado rei da Escócia em 1124, David I foi investido com o título de Príncipe dos Cumbrianos. Guilherme, o Leão entre 1173 e 1180 fez discurso para seus súditos, identificando os cumbrianos como um grupo separado. Isto não prova que algum deles ainda falasse cúmbrico nessa época.
Os documentos legais no Cartulário Lanercost, datados do final do século XII, mostram testemunhas com nomes franceses ou ingleses normandos, e nenhum nome obviamente cúmbrico. Embora essas pessoas representem as classes altas, parece significativo que, no final do século XII, na área de Lanercost, cúmbrico não era perceptível nesses nomes pessoais.. Em 1262, em Peebles, os jurados em uma disputa legal sobre o corte de turfa também têm nomes que em sua maioria parecem Normandos franceses ou inglese., mas havia algumas possíveis exceções como Gauri Pluchan, Cokin Smith e Robert Gladhoc, onde "Gladhoc" tem a aparência de um adjetivo similar ao galês "gwladog" = "compatriota". Nas cartas do Priorado perto de Carlisle há um monge chamado Robert Minnoc que aparece como testemunha de 8 cartas que datam de cerca de 1260. Seu nome é escrito de várias maneiras Minnoc / Minot / Mynoc e se pode supor aí um equivalente do "mynach" galês; - "Robert the Monk" (o monge).
Dado que em outras áreas que deixaram de falar línguas celtas a anglicização das classes superiores em geral aconteceu antes da anglicização do campesinato, não é implausível que o campesinato continuasse a falar cúmbrico por pelo menos um pouco depois. Por volta de 1200, há uma lista dos nomes dos homens que vivem na área de Peebles. Entre eles estão os nomes de Câmbrico tais como Gospatrick: servo ou seguidor de São Patrício, Gosmungo: servo de Santo Mungo, Guososwald: servo de Osvaldo da Nortúmbria e Goscubrycht: servo de Cuteberto. Dois dos santos - Osvaldo e Cuteberto - são do Reino de Nortúmbria mostrando influência cúmbrica não encontrada em galês.
O selo real de Alexander III da Escócia (reinou em 4 de setembro de 1241 - 19 de março de 1286) trazia o título de "Rex Scotorum et Britanniarum", ou "Rei dos Escoceses e Britânicos".
Em 1305 Eduardo I da Inglaterra proibiu o "Leges inter Brettos et Scottos". O termo Brets ou Britons refere-se ao povo nativo, tradicionalmente falante do cúmbrico no sul da Escócia.
Parece que o cúmbrico poderia ter sobrevivido até meados do século XII como língua comunitária e até durar até o o século XIII nas línguas dos últimos falantes remanescentes. Certas áreas parecem particularmente densas em nomes de lugares de origem cúmbrica até mesmo em características menores. Os dois mais notáveis estão em torno de Lanercost a leste de Carlisle e ao redor de Torquhan ao sul de Edimburgo. Se os 1262 nomes de Peebles contêm vestígios de nomes pessoais cúmbricos então se pode imaginar o cúmbrico se extinguindo ao mais tardar 1250 e 1300.

## Revitalização
Nos anos 2000, um grupo de entusiastas propôs o renascimento da língua cúmbrico e lançou um site de rede social e um guia "cúmbrico revivido" para promove isso, mas o sucesso foi pouco. Escrevendo na revista Carn, Colin Lewis percebeu discordância no grupo sobre se basear o "cúmbrico revivido" nas fontes sobreviventes do idioma ou tentar reconstruir a forma que o cúmbrico tardio pudesse ter tomado depois o período atestado. Porém, sua própria sugestão foi simplesmente usar galês atual com sua rica literatura, cultura e história.

## Escrita
A língua cúmbrica usava uma forma do alfabeto latino sem as letras J, Q, Y, Z', usando-se, porém as formas Ck/Kk, Dh, Th. Usam-se ainda 10 grupos de 2 ou 3 consoantes juntas;e 12 grupos de 2 vogais juntas;

## Amostra de texto
Is ganot pop din en ridh a gant barch a chuvreythyow custadhul. Ema resun a dirbooll dudho a gli poap emdhoon du'y gilidh in spirit brodoreth.
Português
"Todos os seres humanos nascem livres e iguais em dignidade e direitos. Eles são dotados de razão e consciência e devem agir em relação uns aos outros em espírito de fraternidade." — (Artigo 1 da Declaração Universal dos Direitos Humanos)